# Vang Vieng
18° 56′ N, 102° 27′ L

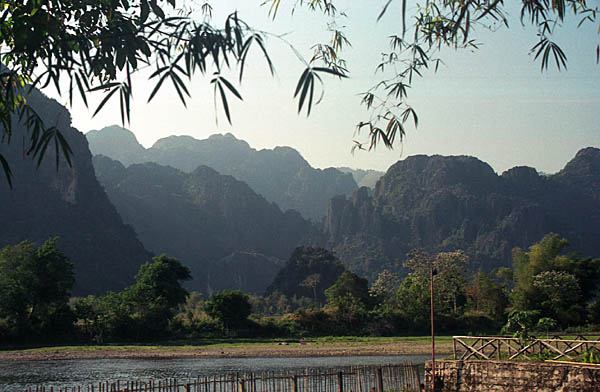
Landscape em Vang Vieng

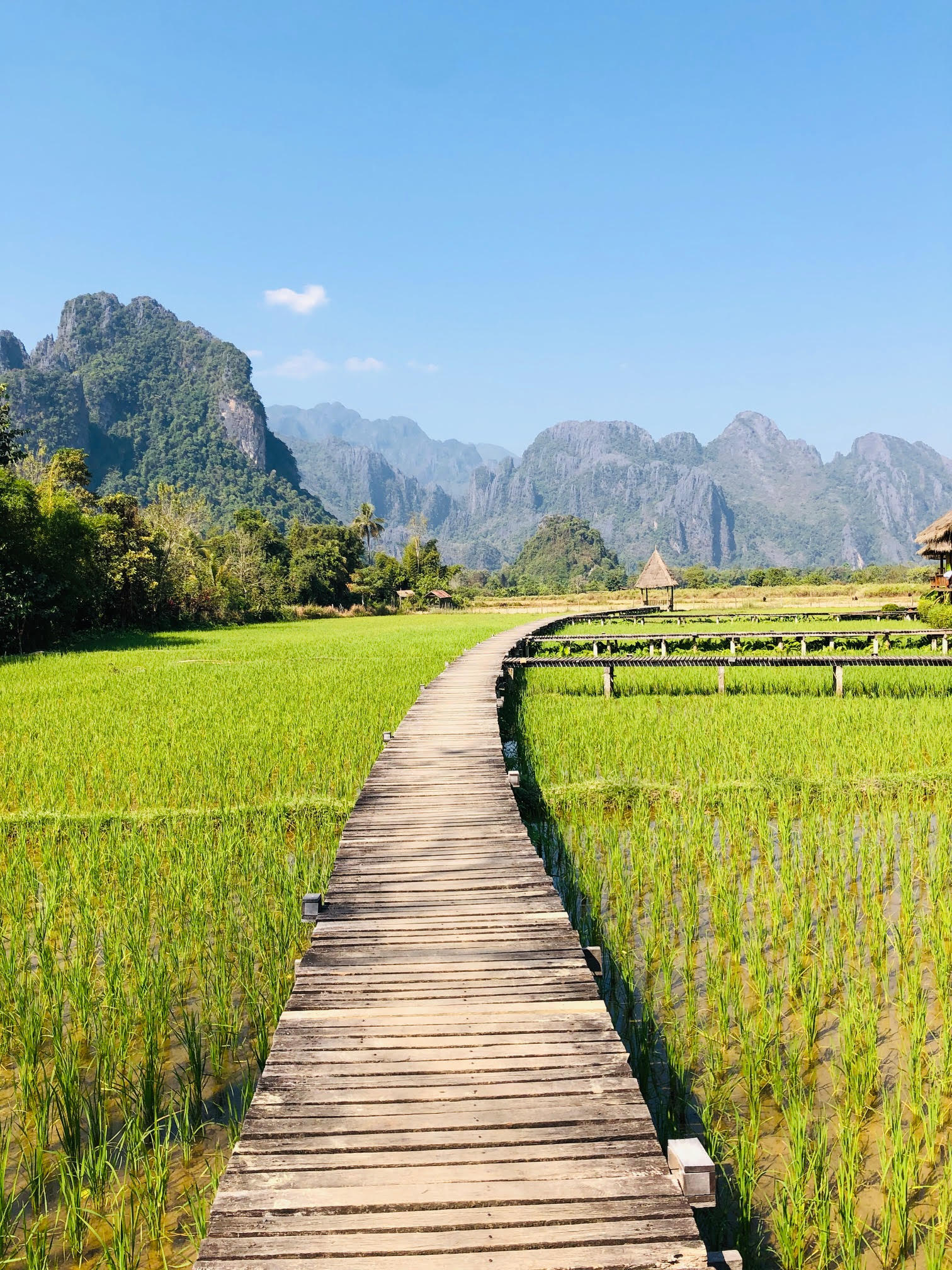
Arrozal em Vang Vieng

Vang Vieng ( Laos: ວັງວຽງ ) é uma cidade turística no Laos, localizada na província de Vientiane cerca de quatro horas ao norte de ônibus da capital. A cidade fica na margem do rio Nam Song. A característica mais notável da área é o relevo da paisagem que cerca a cidade.

## História
A expansão significativa da cidade e sua infra-estrutura ocorreu durante a Guerra do Vietnã entre 1964 e 1973, quando os EUA construiram uma base da Força Aérea que foi usado pela Air America. A pista foi chamada 'Lima site  6'. 
Nos últimos anos, a cidade tem crescido substancialmente, devido ao afluxo de mochileiros atraídos pelas oportunidades de turismo de aventura e a paisagem em pedra calcária com o relevo geológico Carste.